# Screamin' Eagle
The Screamin' Eagle is een houten achtbaan in Six Flags St. Louis, gehuisvest in Eureka, Missouri. Toen de achtbaan werd geopend in 1976 voor America's Bicentennial celebration, werd de achtbaan opgenomen in het Guinness Book of Records omdat de achtbaan indertijd met 34 meter hoogte de hoogste achtbaan ter wereld was. Dat record is nu 66,4 meter. Screamin' Eagle werd gebouwd door Philadelphia Toboggan Coasters en tevens de laatste achtbaan welke is ontworpen door John Allen.

## Renovaties
In 1990 kreeg de achtbaan nieuwe treinen en van 2003 t/m 2006 kreeg de achtbaan diverse verbeteringen. Zo werd de achtbaan opnieuw geverfd en werd het controle paneel vervangen. Alhoewel deze verbeteringen zijn aangebracht bleef de achtbaan zijn oude wilde gevoel houden waardoor de achtbaan aanvoelt alsof de controle weg is.
Huidig: American Thunder · Batman: The Ride · Boomerang · Mr. Freeze · Ninja · River King Mine Train · Pandemonium · Rookie Racer · Screamin' Eagle · The Boss
Verdwenen:
Rockin' Roller · Big Bend · Jet Scream